# ۵۰۰ خیابان پنجم
۵۰۰ خیابان پنجم، (به انگلیسی: 500 Fifth Avenue) آسمان‌خراش ۶۰ طبقه به ارتفاع ۲۱۶ متر، با کاربری اداری-تجاری است، که در شهر نیویورک، ایالات متحده آمریکا مستقر می‌باشد. پروژه ساخت این ساختمان در سال ۱۹۲۹ آغاز شد و در سال ۱۹۳۱ تکمیل و افتتاح گردید.